# Aslaug Dahl
Aslaug Dahl (Nesseby, 23 marzo 1949) è un'ex fondista norvegese.

## Palmarès

### Olimpiadi invernali
- Bronzo a Sapporo 1972 nella staffetta 3x5 km.